# Guardacoste

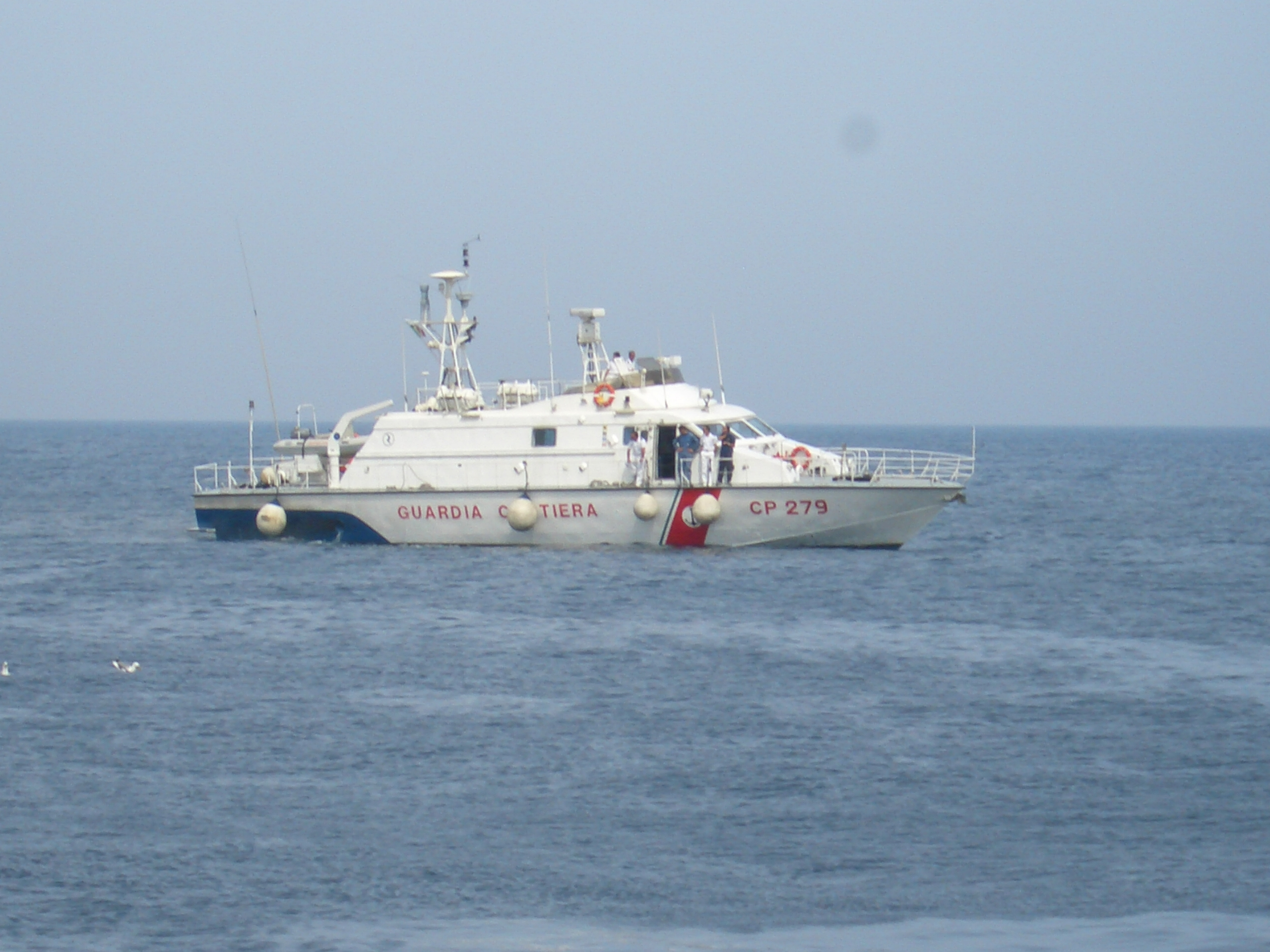
Motovedetta della Guardia costiera Classe 200/S

Il guardacoste è una unità navale di piccole dimensioni adibita a compiti di pattugliamento negli spazi marini di pertinenza di uno Stato per la tutela di interessi politici, economici o militari.
Nel mondo  i guardacoste sono solitamente utilizzati da forze armate o di polizia ad inquadramento militare perché la vigente normativa marittima concede poteri ispettivi più penetranti alle unità cosiddette da guerra, ma vi sono eccezioni per le imbarcazioni inquadrate in servizi particolari ad ordinamento civile, come la guardia alla pesca, la dogana, i servizi antidroga o antimmigrazione.
In Italia il corpo della Guardia di Finanza e le capitanerie di porto tradizionalmente impiegano un consistente numero di unità di pattugliamento marittimo inquadrabili nella definizione di guardacoste.
Il guardacoste è in realtà una vedetta, ma con tale classificazione si è inteso distinguere dalle navi minori, incapaci di condurre attività di pattugliamento prolungato a largo raggio, da quelle con caratteristiche costruttive tali da consentire attività autonoma prolungata.